# パラジクロロベンゼン (曲)
「パラジクロロベンゼン」は、日本のボカロP・ガルナ(オワタP)制作のVOCALOID楽曲。2009年8月15日に初頒布された同人アルバム『ベンゼン＼(^o^)／』に収録され、ボーカルシンセサイザーの鏡音レン・鏡音リンが歌唱する。
後年には、本楽曲を原案とした同名小説も発売された。

## 概要
本楽曲は、作詞・作曲を手掛けたガルナ(オワタP)の代表曲とされ、同氏が手掛ける楽曲群「ベンゼンシリーズ」の第3作目にあたる。PVは三重の人が手がけた。
ニコニコ動画へと2009年9月19日に公開され、YouTubeへも2014年5月6日に公開された。2023年6月現在、ニコニコ動画上での再生回数は517万回以上、YouTube上での再生回数は256万回以上となっている。
楽曲タイトルは、防虫剤の成分から取られている。Windows VistaのOSが入った、HDDの容量が80GBしかないパソコンで作られた。実家で電子キーボード（YAMAHAのクラビノーバ）からMIDI端子を接続したノートパソコンを、アイロン台に置いて制作したという。
ニコニコ動画への投稿から10年経過の2019年9月19日、ガルナ(オワタP)は自身のブログ上で本楽曲の製作背景について触れた。元々、『パラジクロロベンゼン』は意味のないインスト曲に適当な歌詞をつけた曲となる予定であった。しかし、知り合いの動画投稿者の炎上を巡る荒らしが発生したことや、SNS上のフレンドが「チヤホヤされていた人間が炎上で一気に自身たちの手によって地獄に引きずり込まれるのが何よりの快感だ」などとして炎上に加担していたことなどを知ったガルナ(オワタP)は、SNS上のフレンドに対する憎悪の感情を抱きつつ、そのフレンドが持っていた勝手な正義感と感情を分析し、大学の講義中の内職としてメモ帳に書き上げた。そのため、本楽曲における「パラジクロロベンゼン」は、「ニコニコ動画における荒らしコメント」のことを指している。
2014年10月2日には、本楽曲のアンチテーゼにあたり、「パラジクロロベンゼンが大嫌いな正義厨」を歌った歌として、楽曲「アンチクロロベンゼン」も発表された。「パラジクロロベンゼン」はカラオケDAMにも収録されている。

## メディア展開

### 書籍
2015年6月30日に小説が一迅社より発売された。イラストは村上ゆいちが務め、ガルナ(オワタP)がリミックスした特製CDがつけられた。内容としては人間が本来持たない能力を持ってしまった「突発性」の能力を覚醒させた主人公の相沢法子が新たな地で迎える高校生活を描いた作品となっている。

### 演劇
『カンタレラ』『サンドリヨン』『パラジクロロベンゼン』の3曲が合わさったOSK日本歌劇団公演『カンタレラ2016～愛と裏切りの毒薬～』が2016年2月18日から21日まで上演された。原案協力にはガルナ(オワタP)も名前を重ねた。また、この演劇を題材とした漫画が、「週刊ヤングジャンプ」上の4コマギャグ漫画『週刊はじめての初音ミク』で2011年8月に掲載されている。

## 収録

### アルバム
- 『EXIT TUNES PRESENTS Vocalogenesis feat.初音ミク』[17]
- 『EXIT TUNES PRESENTS Vocalogemini feat.鏡音リン、鏡音レン』[18]

### 楽譜集
- 『ピアノソロ やさしく弾ける みんなが選んだボーカロイド人気曲ランキング30～誰も知らないハッピーエンド～』[19]

### ゲーム
- 『初音ミク Project DIVA Arcade Future Tone』[20]
- 『初音ミク -Project DIVA- F 2nd』[21]
- 『初音ミク Project DIVA MEGA39’s』[22]
- 『プロジェクトセカイ カラフルステージ! feat. 初音ミク』[23]

## 評価
- ミュージカル『カンタレラ』に関連して『パラジクロロベンゼン』を歌った「弟の姉」は、「歌うには少し早く、滑舌をしっかりとしなければならず、息が続かない」などと歌う際の難易度について評したほか、曲調については「ある意味無機質で怖い感じの曲調」と評価している[24]。
- 同じく『カンタレラ』に出演した少年Tは、「歌うにはかなり速い曲調」としながらも、曲に関しては「子供が無機質に世の中に絶望した感じを淡々と歌う」イメージがあったと話している[25]。